# Макаров, Юлиан Викторович
Юлиан Викторович Макаров (род. 27 сентября 1963, Ленинград, РСФСР, СССР) — российский актёр и телеведущий.

## Биография
Юлиан Макаров окончил с отличием музыкальное училище им. Римского-Корсакова по классу кларнета, окончил с красным дипломом факультет драматического искусства Ленинградского театрального института (1987).
Профессиональная специализация — ведущий программ, однако у Макарова более 20 работ в кино. Работал корреспондентом международных новостей ТРК «Петербург-5-й канал», «Информ-ТВ». Затем был ведущим программы «Дежурная часть — Питер», «СТС-6-й канал». С 2006 года бессменный ведущий авторской программы «Главная роль» на телеканале «Россия К», в которой беседует с известными людьми — писателями, учёными, музыкантами, актёрами и режиссёрами, видными деятелями науки. Его язык понятен зрителю любого возраста. Благодаря авторской программе Юлиана Макарова, телезрители имеют возможность узнать из первых уст о самых ярких премьерах театра, кино, литературы. В «Главной роли» Макаров задаёт гостям профессиональные вопросы, тем самым располагая к себе любого собеседника. Является Лауреатом Всесоюзного конкурса артистов-чтецов. Увлекается спортом. В 2008 году организовал международный музыкальный конкурс и фестиваль «Золотая Арфа». С тех пор конкурс проходит каждые 3 года в Санкт-Петербургской Филармонии. В проекте «Золотая Арфа» принимали участие такие звезды как Александр Князев, Лиана Исакадзе, Ольга Ростропович, Полина Осетинская, Василий Герелло, Максим Шостакович… На «Золотую Арфу» приезжают участники со всего мира — из Европы, Азии, Америки. С каждым годом конкурс приобретает всё большую популярность, а количество участников растёт. Юлиан Макаров, как руководитель АНО «Классическая музыка», продюсирует и организует разножанровые концерты и благотворительные акции. Сотрудничал в качестве ведущего с выдающимися деятелями культуры — гостями программы «Главная роль» в разные годы были Майя Плисецкая, Александр Пятигорский, Юрий Темирканов, Марк Захаров, Владимир Васильев, Валерий Гергиев, Karl Jenkins, Владимир Федосеев, Юрий Башмет, Мишель Легран, Александр Ширвиндт. С 2006 года, за время работы на телеканале «Россия К», Юлиан Макаров взял интервью более чем у 2600 известнейших людей России и мира. Юлиан Макаров — один из самых востребованных концертных ведущих страны. Многие значимые и ответственные события в области классической музыки, проходящие в Большом зале Московской Консерватории им. Чайковского, зале «Зарядье», в Мариинском театре, Большом зале СПб Филармонии, Казанском концертном зала им. Сайдашева, связаны с его именем.

## Фильмография
- 1990 — Прокофьев — Сергей Прокофьев
- 1991 — Афганский излом
- 1991 — Молодая Екатерина — Алексей Орлов
- 1991 — Пьющие кровь — Владимир Зорин
- 1991 — Сыщик Петербургской полиции — Певцов, жандармский ротмистр
- 1991 — Чича — Серафим, бывший музыкант
- 1992 — Рин. Легенда об иконе — князь Гриша
- 1992 — Странные мужчины Семёновой Екатерины — Вячик
- 1992 — Третий дубль — Александр Панин
- 1993 — Барабаниада
- 1993 — Роман «Alla Russa» — журналист
- 1997 — Анна Каренина — пассажир в поезде
- 2001 — Сказ про Федота-стрельца
- 2002 — Русский ковчег — Николай I
- 2006 — Ленинградец — американский консул
- 2006 — Пушкин. Последняя дуэль — Николай I
- 2007 — Одна любовь души моей — Николай I
- 2007 — 40 — режиссёр ТВ
- 2007 — Улицы разбитых фонарей 8
- 2008 — Предприниматель (не был завершён) — Илья Алешин
- 2009 — Морские дьяволы 3 — Смирнов
- 2009 — Одержимый (Джек-Потрошитель) — Владимир Иванович Артюхов, майор (в титрах Юрий Журин)
- 2012 — Однажды в Ростове — американский дипломат
- 2015 — Конец прекрасной эпохи — Кильчицкий